# Убийство балерины Пламеневой
«Убийство балерины Пламеневой» — утерянный немой двухсерийный фильм 1915 года режиссёра Евгения Бауэра по сценарию Никандра Туркина (дебют в кино). Жанр фильма определён как «уголовный социальный кинороман».

## Сюжет
Первая серия
Балерина Пламенева возвращается домой после бенефиса. Пламенева засыпает и в её комнату тихо проскальзывает горничная Настя. Она через окно в номере Пламеневой впускает «красивого юношу в безукоризненном фрачном костюме», который нападает на спящую балерину и ударом кинжала в горло убивает её. Преступник начинает наполнять свои карманы драгоценностями, но звуки передвигаемой мебели привлекают внимание соседа Пламеневой, доктора Коркина. Доктор отодвигает шкаф, за которым спрятана смежная дверь в номер балерины, и наблюдает за, как ему кажется Пламеневой и её ухажером. Выйдя в коридор, Коркин сталкивается с убийцей, выходящим из номера Пламеневой. Коркин поздравляет убийцу с «любовной победой» и знакомится с ним. Убийца называет имя барона Линдемана и скрывается за дверью. Доктор Коркин же спешит по вызову миллионера Невейнова, ожидая увидеть по приезде больного, но оказывается, что это Невейнов и его друзья решили таким способом вовлечь к себе нелюдимого доктора. И вместо стонов страдающего веселые возгласы встречают Коркин.
Вернувшись утром домой, Коркин видит в своем номере полицейских, которые тут же арестовывают его по обвинению в убийстве Пламеневой. Отодвинутый от двери шкаф, поднятый на полу ланцет и сама рана, нанесенной Пламеневой, которая, по мнению эксперта, могла быть нанесена только острым хирургическим инструментом и рукой опытного человека — все это указывает на Коркина. Коркин рассказывает о ночной встрече балерины с бароном Линдеманом, но вскрытие её тела показывает, что Пламенева была девственницей. Коркин арестован и препровожден в тюрьму.
Настоящий же убийца Пламеневой — монтёр Вакштейн, скрывается в квартире антиквара Безирганова. Горничная Пламеневой Настя, которая влюблена в Вакштейна, часто навещает его. После убийства балерины Насте удается устроиться горничной у Невейнова, любившего Пламеневу. Невейнов один не верит в виновность Коркина и изо всех сил хлопочет о его освобождении на поруки и ему удается добиться этого. Он приглашает Коркина пожить у него. Невейнов дает Насте задание — приготовить свободную комнату и позвать монтёра для исправления электричества. Настя приводит в квартиру Невейнова своего возлюбленного Вакштейна. Вакштейн пересекается с Коркиным в доме Невейнова. Завязывается драка, в ходе которой Вакштейн всадил кинжал в грудь доктора и быстро всунув этот нож ему в руку. Вакштейн скрывается.
На следующий день придя в сознание, Коркин рассказывает обо всем Невейнову, который и передает его показание в полицию. Газеты высказывают сомнения: самоубийца Коркин выдумал монтёра-барона, чтобы прикрыть собственное преступление. Настает день суда. Настя, отвергнутая Вакштейном, решает открыть на суде правду и спасти Коркина. Из-за её показания суд постановляет пересмотреть дело. Газеты пестрят обвинениями Невейнова в подкупе Насти.
Вторая серия
Проходит семь лет. Следствие установило невиновность Коркина, тем более что Настя под влиянием угрызений совести созналась в преступлении. Коркин был освобожден, но расследование сильно повлияло на него. Даже спустя семь лет газета «Вечерняя Звезда» не оставляет в покое доктора. На банкете, устроенном в его честь, Коркин находит таинственную записку: «Расскажите, доктор, куда Вы девали бриллианты Пламеневой», а на следующий день редакция «Вечерней Звезды» объявляет, что она готова вести за свой счет расследование убийства балерины Пламеневой. Вместе с Коркиным газеты травят и его друзей, в том числе артистку Марра, которая проявляет к нему симпатию. Коркин, желая выразить Марра сочувствие, покупает в магазине случайных вещей бриллиантовый браслет, который по роковой случайности оказался браслетом убитой Пламеневой. Друг Коркина, Невейнов, узнал этот браслет, так как сам подарил его Пламеневой в день её бенефисного выступления.
Коркин, желая снять с себя подозрение, обращается к владельцу магазина, но тот, боясь ответственности, заявляет, что не помнит, кто продал ему этот браслет. История с браслетом попадает на страницы газеты «Вечерняя Звезда», корреспонденты которой узнали все о жизни Коркина. В студенческие годы, Коркин снимал комнату у красивой молодой вдовы, встречаясь с её горничной Катей. Но потом Коркин увлекся красивой вдовой и бросил беременную к тому времени Катю. Катя от горя с родившимся сыном бросилась с высоты третьего этажа, но ребёнок остался жив. Вновь захлестнувшие воспоминания о прошлом заставляют Коркина отыскать сына и загладить свою вину. Ему удалось найти ту старуху, у которой остался мальчик на воспитании, удалось и узнать, что юноша служит монтёром и неплохо зарабатывает. Старуха показывает Коркину фотографию сына, в котором он узнает… убийцу Пламеневой Вакштейна. Коркин тут же отправляется в тюрьму и встречается там с сыном. Чувство отца взяло верх и Коркин заявляет, что не Вакштейн убийца Пламеневой.

## В ролях
- Эмма Бауэр — балерина Пламенева
- Владимир Эльский — доктор Коркин
- Лидия Терек — Марра, артистка
- А. Мирский — миллионер Невейнов
- А. Безирганов — антиквар Безирганов
- Наталья Снежина — Настя
- Николай Маргаритов — монтёр Вакштейн, сын Коркина
- Вера Глинская — Катя, мать Вакштейна
- Надежда Нельская — вдова
- Прасковья Максимова — акушерка Лотова
- А. Сотников — воспитанник Лотовой
- Георгий Азагаров — судебный следователь
- Александр Вертинский — сыщик

## Съёмочная группа
- Автор сценария: Никандр Туркин
- Режиссёр: Евгений Бауэр
- Оператор: Борис Завелев

## Факты
- Как сказано в «Вестнике кинематографии» за 1915 год, фильм «Убийство балерины Пламеневой» стал «попыткой поднятия «низкого» жанра «социального уголовного киноромана», но не давшая каких-либо значительных результатов»[1]
- Написание сценария фильма «Убийство балерины Пламеневой» стало первым киноопытом журналиста и театрального критика Никандра Туркина
- Роль Сыщика в этом фильме сыграл Алекандр Вертинский.